# Бобовище (гора)
Бобо́вѝще (Попі́вська) — гора у гірському масиві Верхньодністровські Бескиди, одна з найвищих вершин Орівської скиби та найвища точка Орівського хребта. Висота гори становить 817,1 м, за старішими картами — 818 м. Схили гори переважно вкриті ялицево-буковими лісами. З південної частини гори течуть притоки Роп'яного та Стинавки, а також по цю сторону знаходиться галявина з будинками, які є крайніми в адміністративних межах Орова, а також одні з найвищих за висотою над рівнем моря у селі. 
Через Бобовище проходить один з трекінгових маршрутів проєкту «Велобескиди», що дістав назву «Шлях здоров'я» та інші. Таким чином, гора є популярною серед туристів, котрі часто проходять через неї, аби дістатися до г. Цюхів Діл та різних хребтів поблизу. Фактично є перехрестям різних шляхів, що надає їй особливе значення.

## Галерея

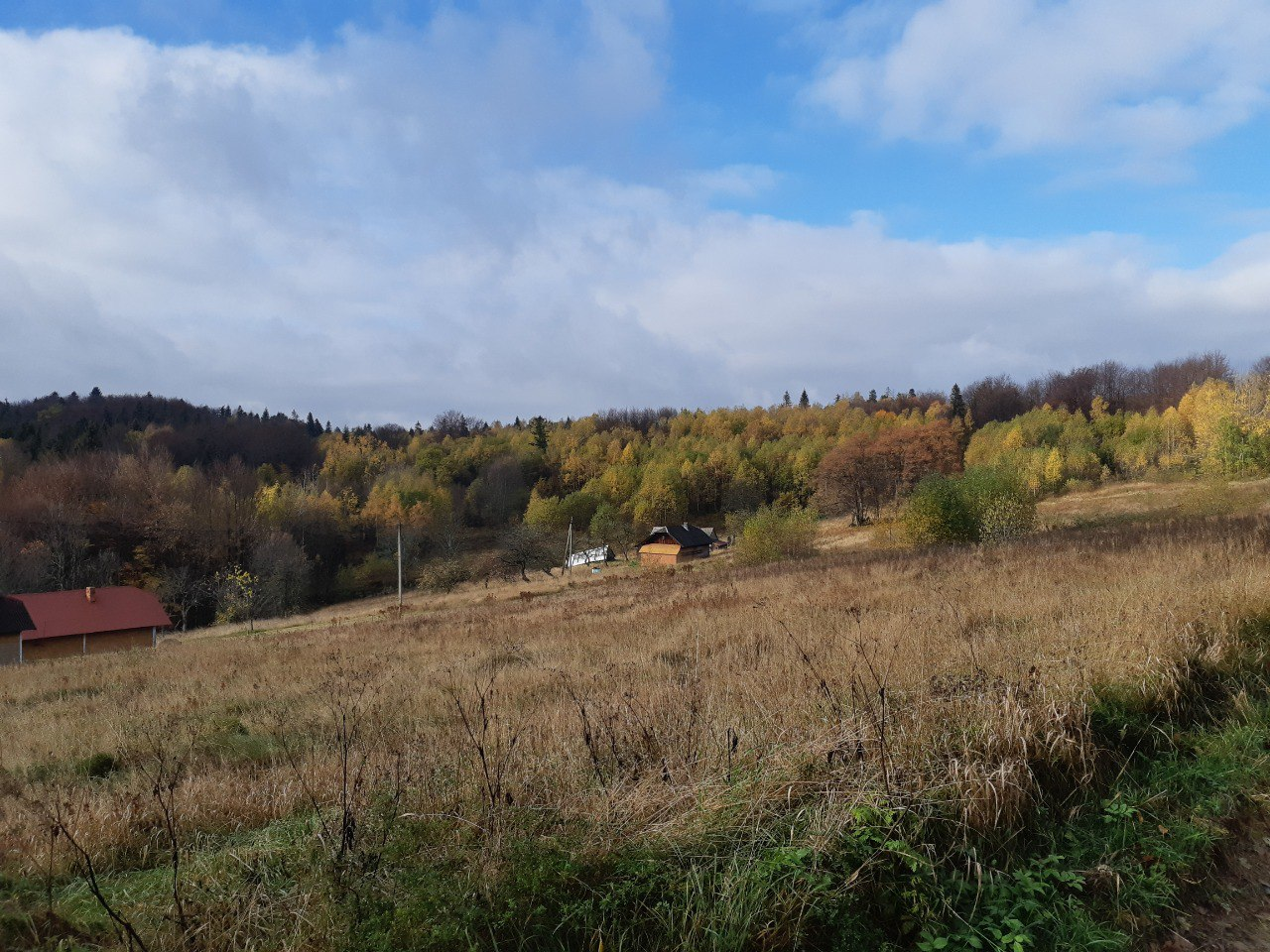
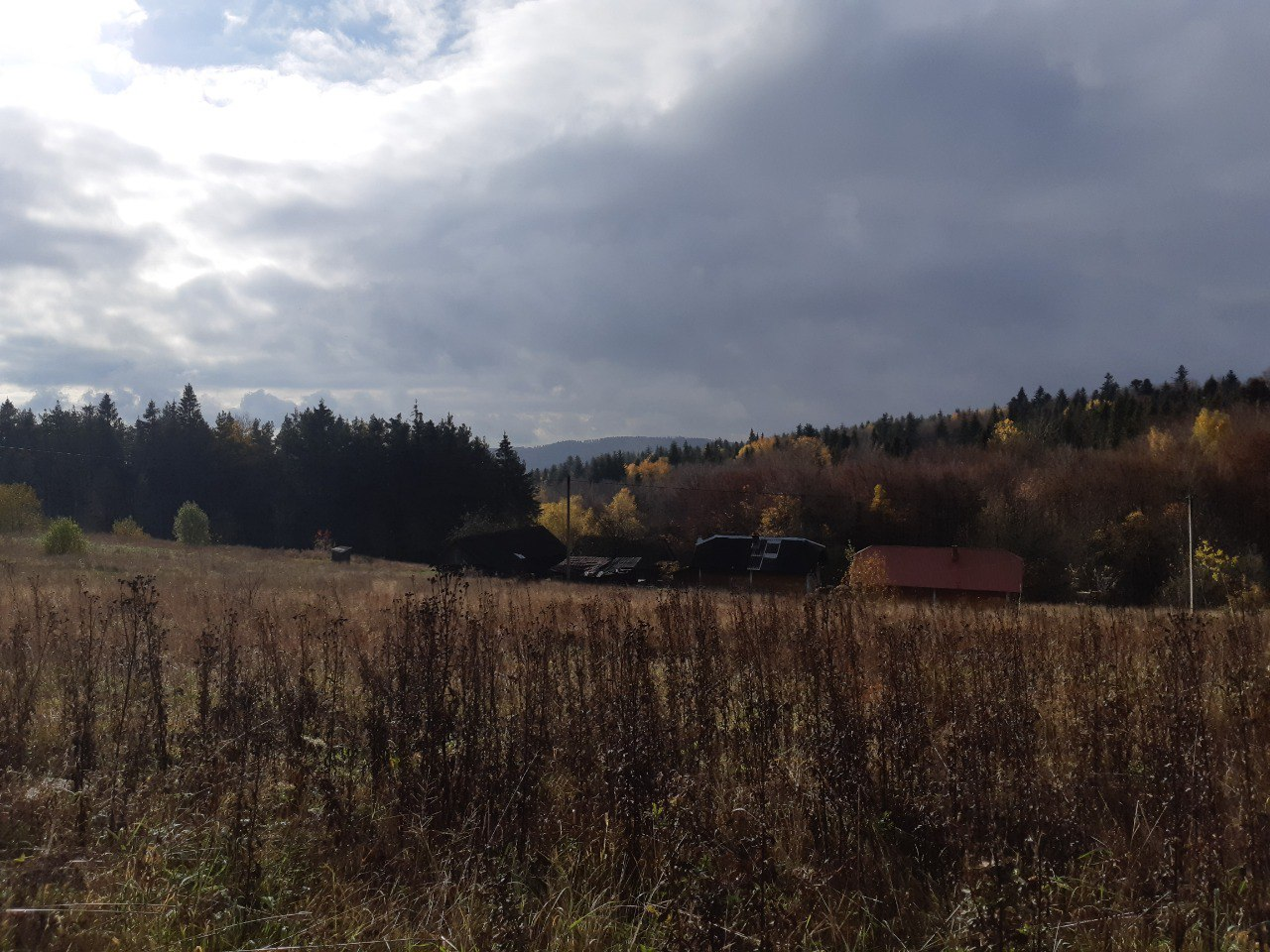